# Схолы
Схола (лат. schola) — позднеримское охранное (гвардейское) подразделение, состоявшее из схолариев. 
Дворцовое войско (схолы) организовано в период правления Константина I Великого, и вместе с протекторами и доместиками заменили преторианцев.

## История
Император Диоклетиан начал создание новой гвардии (охраны), создав отряды отборной конницы и пехоты в дополнение преторианцев. После победы при Мульвиевом мосту в 312 году Константин Великий расформировал преторианцев. Их место занял более лояльный гвардейский корпус 10 тысяч схолариев. Воины схол звались схолариями. Они по рангу были выше палатинов, а те в свою очередь выше комитатов полевой армии. Ниже всех по рангу стояли лимитаны-пограничники. В Византии незадолго до императора Зенона появился новый гвардейский корпус — экскувиторы, набранный из исавров.
Схоларии умели биться верхом и пешими, в строю и в поединках, с метательным и холодным оружием. Они имели полное защитное снаряжение, полное разнообразие в вооружении и обладали «железной» дисциплиной. Такую охрану (гвардию) пополняли рекруты из варваров, но было немало и имперских подданных из пограничных провинций: фракийцев, иллирийцев и других. Однако известно, что в Византии греков в схолы, как впрочем и в войско (вооружённые силы), старались не брать. Позднее в Византии появилась при императоре Льве исаврийская охрана (гвардия) экскувиторов. Кроме придворной службы они были наиболее боеспособными солдатами империи, но при Юстиниане в поход их снаряжали редко.
В VII веке они стали парадной стражей. Около 767 года у схол появился собственный командующий, получивший название доместик схол, который в дальнейшем вырос до фактического главнокомандующего имперской армией. Позднее возник корпус варяжской стражи, ставший лучшими воинами империи до взятия Константинополя в 1204 году, и хотя их использовали никейские и византийские императоры (после взятия в 1261 году Константинополя Михаил Палеолог основал последнюю династию Византии) их роль и боеспособность упала. Юстиниан Великий имел 11 схол по тысяче схолариев. В схолы входили разнообразные по рангу и статусу части.